# Rūdolfs Slavišens
Rūdolfs Slavišens (* 14. Oktoberjul. / 27. Oktober 1909greg. in Moskau; † 16. August 1995 in Lettland) war ein lettischer Fußballspieler.

## Karriere
Rūdolfs Slavišens spielte in seiner aktiven Fußballkarriere für den lettischen Hauptstadtverein RFK Riga. Dort konnte er in den 1930er Jahren zweimal die Lettische Meisterschaft und einmal den Pokal gewinnen.
Mit der Lettischen Fußballnationalmannschaft nahm Slavišens fünfmal am Baltic Cup teil und gewann diesen viermal. Insgesamt absolvierte er für Lettland 36 Länderspiele. Neben Einsätzen im Baltic Cup absolvierte Slavišens zahlreiche Freundschaftsspiele und drei Qualifikationsspiele für die Weltmeisterschaft 1938.

## Erfolge
- Baltic Cup (4): 1932, 1933, 1936, 1937
- Lettischer Meister (2): 1934, 1935
- Lettischer Pokalsieger (1): 1937